# Мельников Олександр Юрійович
Олекса́ндр Ю́рійович Мельни́ков (1980—2014) — старшина Збройних сил України, учасник російсько-української війни.

## З життєпису
Народився 1980 року в смт Карнаухівка (Дніпродзержинськ, Дніпропетровська область). Закінчив ЗОШ № 39 і технікум електрифікації; студент МАУП.
З 25 березня 2014 року — доброволець. Командир бойової машини — командир відділення, 25-та окрема повітрянодесантна бригада.
12 серпня 2014-го загинув у бою ввечері поблизу Вуглегірська. Тоді ж полягли підполковник Жуков Дмитро Сергійович, старший лейтенант Чигринов Дмитро Вікторович, старший солдат Паращенко Андрій Васильович, солдати Карпенко Сергій Олександрович, Головко Олександр Валерійович та Слісаренко Сергій Петрович.
Вдома залишилась донька 2008 р.н.
Похований в місті Кам'янське, Дніпропетровська область, Соцміське кладовище.

## Нагороди
- 14 листопада 2014 року за особисту мужність і героїзм, виявлені у захисті державного суверенітету та територіальної цілісності України, вірність військовій присязі під час російсько-української війни, відзначений — нагороджений орденом «За мужність» III ступеня (посмертно).
- 11.10.2016 нагороджений пам'ятною відзнакою міського голови м. Кам'янське — нагрудним знаком «Захисник України» (посмертно).
- Його портрет розміщений на меморіалі «Стіна пам'яті полеглих за Україну» у Києві: секція 2, ряд 2, місце 40.
- вшановується 12 серпня на ранковому церемоніалі загиблих українських героїв, які загинули в різні роки внаслідок російської агресії.[1]